# Пивоварна Братя Гинели
„Братя Гинели“ е бивша фабрика са спиртни напитки и бира, със седалище град Бургас, основана през 1888 г. и прекратила дейността си през 1910 г.

## История на пивоварната
Първата фабрика за спиртни питиета и пиво в Бургас е основана от братя Гинели. Тяхната продукция била предназначена да задоволи нуждите на местното население в Бургас и неговите околности. В началото на ХХ век производството на пиво е прекратено.
През 1892 г. братя Гинели, които дотогава се занимават с производството на коняци, ликьори и амери (битери), с която продукция участват и на Първото българско изложение в Плондив, решават да открият в Бургас и бирена фабрика 
На международното изложение в Анверс (Белгия) през 1894 г. фирмата „Братя Гинели“ - Бургас е отличена с бронзов медал в категорията „ликьори“. 
През 1895 г. фабриката на Братя Гинели дпроизвежда 7500 литра бира, и продава цялото количество, като заплаща акциз на държавата в размер на 375 лева. През 1896 г. пивоварната произвежда 5500 литра бира, продава цялото количество и заплаща акциз в размер на 275 лева. През 1897 г. производството на пиво е временно прекратено. През първото полугодие на 1898 г. произведеното количество бира достига 37170 литра, от които са продадени 20390 литра и е заплатен акциз в размер на 1019 лева.
През 1904 г. Общинския съвет налага глоба на Яни Гинели за лоша хигиена във фабриката.